# سامانتا پسک
سامانتا پسک (به انگلیسی: Samantha Peszek) ژیمناست زادهٔ ۱۴ دسامبر ۱۹۹۱ میلادی اهل کشور ایالات متحده آمریکا است.
او عضو تیم المپیک زنان ژیمناستیک ایالات متحده در المپیک تابستانی 2008 بود که موفق شد مدال نقره را به دست آورد.